# Крюков Микола Миколайович (композитор)
Микола Миколайович Крюков (15 лютого 1908, Москва — 5 квітня 1961, Москва) — радянський композитор. Лауреат двох Сталінських премій першого ступеня (1947, 1948). Брат композитора В. М. Крюкова.

## Біографічні відомості
Народився 2 [15] лютого 1908 року у Москві. Закінчив Московський музичний технікум (1932).
З 1931 р. був музичним керівником студії «Мосфільм». Автор музики до фільмів: «Ми з Кронштадта» (1936), «Льотчики» (1936), «Зорі Парижа» (1936), «Без вини винні» (1945), «Ідіот» (1958) та ін., української стрічки «Морський пост» (1938).
Помер 5 квітня 1961 року в Москві.

## Фільмографія
- «Броненосець „Потьомкін“» (1925)
- «Нащадок Чингісхана» (1928)(1949)
- «Конвеєр смерті» (1933)
- «Льотчики» (1935)
- «Кінець полустанку» (1935)
- «Ми з Кронштадта» (1936)
- «Льотчики» (1936)
- «Покоління переможців» (1936)
- «Зорі Парижа» (1936)
- «Бакинці» (1938)
- «Сім'я Оппенгейм» (1938)
- «Морський пост» (1938, Одеська кіностудія)
- «Ленін в 1918 році» (1939)
- «Підкидьок» (1939)
- «У пошуках радості» (1939)
- «Закон життя» (1940)
- «Бойова кінозбірка № 1» (1941)
- «Бойова кінозбірка № 3» (1941)
- «Бойова кінозбірка № 6» (1941)
- «Перша кінна» (1941)
- «Славний малий» (1942)
- «Бойова кінозбірка № 10» (1942)
- «Вбивці виходять на дорогу» (1942)
- «Оборона Царицина» (1942)
- «Пісня про велетня» (1942)
- «Хлопець з нашого міста» (1942)
- «Чекай мене» (1943)
- «Рідні поля» (1944)
- «Ювілей» (1944)
- «Дні і ночі» (1944)
- «Без вини винуваті» (1945)
- «Адмірал Нахімов» (1946)
- «Крейсер „Варяг“» (1946)
- «Наше серце» (1946)
- «Сказання про землю Сибірську» (1947)
- «Миклухо-Маклай» (1947)
- «Три зустрічі» (1948)
- «Повість про справжню людину» (1948)
- «Далеко від Москви» (1950)
- «Джамбул» (1952)
- «Герої Шипки» (1954)
- «Дорога» (1955)
- «Стрибуха» (1955)
- «Сорок перший» (1956)
- «Неповторна весна» (1957)
- «Вогняні версти» (1957)
- «Червоне листя» (1958)
- «Ідіот» (1958)
- «Важке щастя» (1958)
- «Ми з Семиріччя» (1958)
- «Ненадісланий лист» (1959)
- «Дівчина Тянь-Шаню» (1960) та ін.